# دهگانه

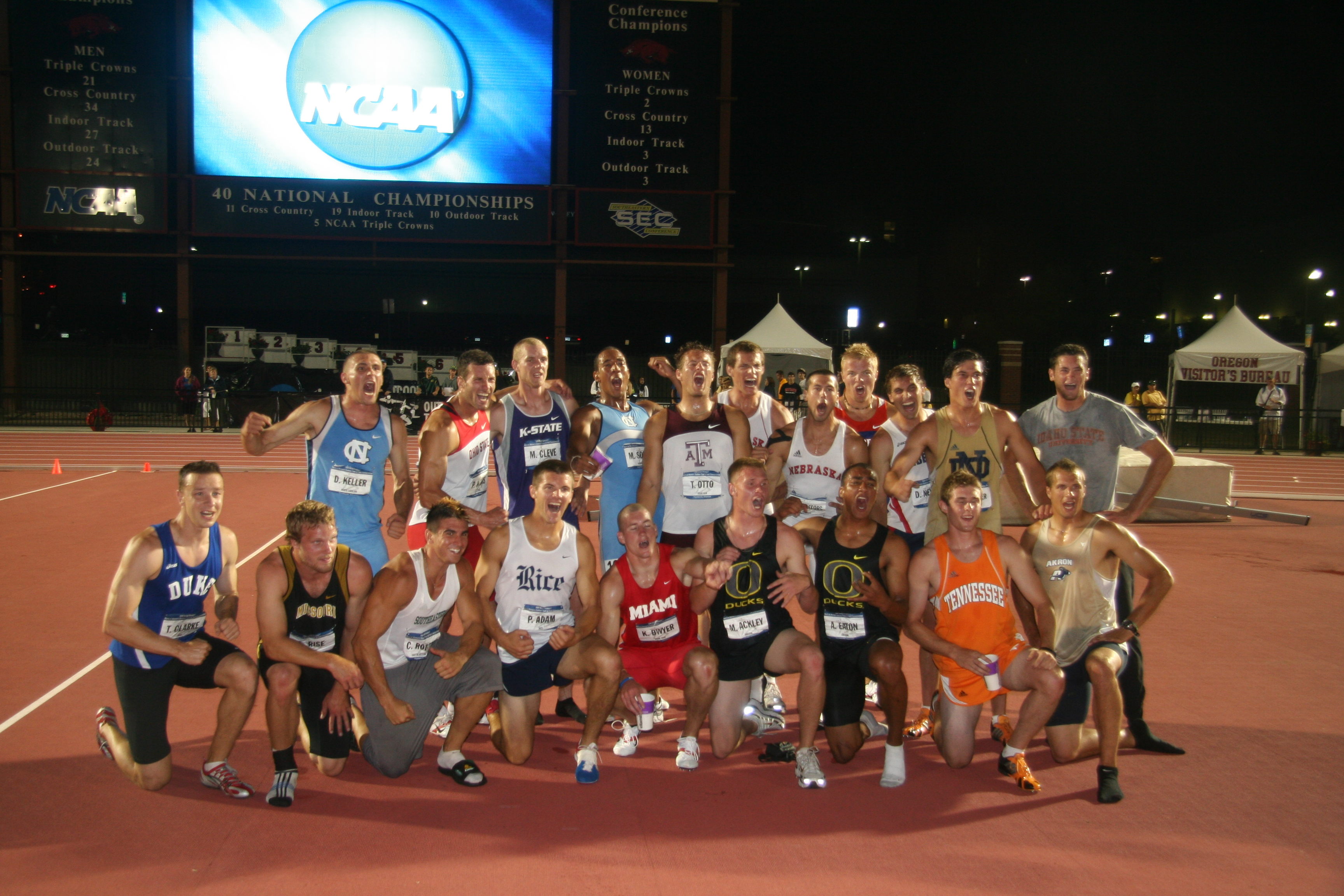
ورزشکاران دهگانه در مسابقات قهرمانی دانشگاه‌های آمریکا، ۲۰۰۹ (اشتون ایتون، صاحب رکورد جهانیِ دهگانه، در ردیف نشسته نفر سوم از سمت راست در تصویر دیده می‌شود)

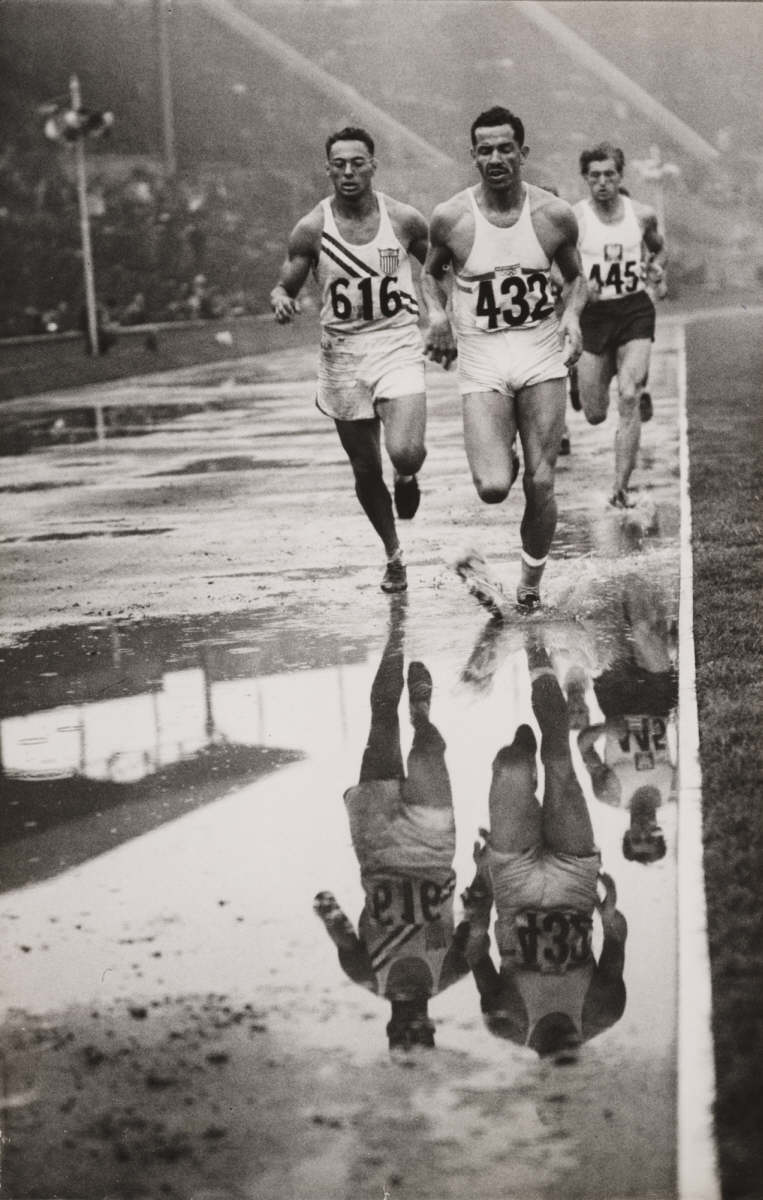
۱۵۰۰ متر دهگانه در المپیک ۱۹۴۸ لندن

دهگانه یکی از رشته‌های ترکیبیِ دو و میدانی است که ورزش‌کارانِ آن در ده رشتهٔ گوناگون طی دو روزِ پیاپی (صبح و عصر) مسابقه می‌دهند. بر اساس رکوردهایی که شرکت‌کنندگان در هر یک از این رشته‌ها ثبت می‌کنند، برمبنای جدولی خاص، امتیازاتی به آن‌ها تعلق می‌گیرد و برندهٔ مسابقه شخصی خواهد بود که بیشترین امتیاز را کسب کرده‌است. بسیاری این رشته را بهترین آزمون برای سنجش مهارت کلی یک ورزشکار می‌دانند و بسیاری هم آن را مهمترین رشتهٔ دو و میدانی به‌شمار می‌آورند؛ به همین دلیل، قهرمان دهگانهٔ المپیک را «بهترین ورزشکار جهان» می‌نامند. باب توماس آمریکایی در دو المپیک المپیک ۱۹۴۸ و المپیک ۱۹۵۲، و دیلی تامپسون بریتانیایی در دو المپیک المپیک ۱۹۸۰ و المپیک ۱۹۸۴، دو ورزشکاری هستند که در دو دورهٔ المپیک موفق به کسب مقام قهرمانی و گرفتن مدال طلا در رشتهٔ دهگانه شده‌اند.
ده رشته‌ای که ورزش‌کاران دهگانه در آن مسابقه می‌دهند شامل چهار دو (دو ۱۰۰ متر، ۱۱۰ متر بامانع، ۴۰۰ متر و ۱۵۰۰ متر) به‌همراه سه پرتاب (پرتاب نیزه، پرتاب دیسک و پرتاب وزنه)، و سه پرش (پرش طول، پرش ارتفاع و پرش با نیزه) می‌شود. مسابقات دهگانه غالباً در بخش مردان برگزار می‌شود، و زنان به‌جای این رشته در مسابقات هفت‌گانه شرکت می‌کنند.
رکورددار این رشته اشتون ایتون آمریکایی است که ۹۰۴۵ امتیاز را در ژوئیهٔ سال ۲۰۱۵ کسب کرد. همچنین، او با قهرمانی در المپیک ۲۰۱۲ لندن و به‌دست‌آوردن ۹۰۳۹ امتیاز، رکورد المپیک را در رشتهٔ دهگانه در اختیار دارد.
دهگانه برگرفته از پنج‌گانهٔ باستانی است که در المپیک باستانیِ یونانی‌ها برگزار می‌شد و از پنج رشتهٔ پرش طول، پرتاب دیسک، پرتاب نیزه، دو سرعت و کُشتی تشکیل می‌شد. این رشته از سال ۷۰۸ قبل از میلاد وارد المپیکِ دورهٔ باستان شده‌بود و یکی از محبوب‌ترین رشته‌های المپیک یونانی‌ها بود. از سال ۱۸۸۰ اتحادیهٔ دو و میدانی آماتور شروع به برگزاری مسابقات دو و میدانی در رشته‌های ترکیبی کرد و از المپیک ۱۹۰۴ رشتهٔ دهگانه وارد المپیک شد.

## جدول امتیازات
این جدول رکورد لازم در هر رشته برای کسب امتیازهای ۱۰۰۰، ۹۰۰، ۸۰۰ و ۷۰۰ را نشان می‌دهد:
| رشته           | ۱٬۰۰۰ امتیاز | ۹۰۰ امتیاز | ۸۰۰ امتیاز | ۷۰۰ امتیاز | واحد        |
| -------------- | ------------ | ---------- | ---------- | ---------- | ----------- |
| ۱۰۰ متر        | ۱۰٫۳۹۵       | ۱۰٫۸۲۷     | ۱۱٫۲۷۸     | ۱۱٫۷۵۶     | ثانیه       |
| پرش طول        | ۷٫۷۶         | ۷٫۳۶       | ۶٫۹۴۱      | ۶٫۵۱       | متر         |
| پرتاب وزنه     | ۱۸٫۴         | ۱۶٫۷۹      | ۱۵٫۱۶      | ۱۳٫۵۳      | متر         |
| پرش ارتفاع     | ۲٫۲۰         | ۲٫۱۰       | ۱٫۹۹       | ۱٫۸۸       | متر         |
| ۴۰۰ متر        | ۴۶٫۱۷        | ۴۸٫۱۹      | ۵۰٫۳۲      | ۵۲٫۵۸      | ثانیه       |
| ۱۱۰ متر بامانع | ۱۳٫۸         | ۱۴٫۵۹      | ۱۵٫۴۱۹     | ۱۶٫۲۹      | ثانیه       |
| پرتاب دیسک     | ۵۶٫۱۷        | ۵۱٫۴       | ۴۶٫۵۹      | ۴۱٫۷۲      | متر         |
| پرش با نیزه    | ۵٫۲۸         | ۴٫۹۶       | ۴٫۶۳       | ۴٫۲۹       | متر         |
| پرتاب نیزه     | ۷۷٫۱۹        | ۷۰٫۶۷      | ۶۴٫۰۹      | ۵۷٫۴۵      | متر         |
| ۱۵۰۰ متر       | ۳:۵۳٫۷۹      | ۴:۰۷٫۴۲    | ۴:۲۱٫۷۷    | ۴:۳۶٫۹۶    | دقیقه:ثانیه |